# Goenawan Mohamad
Goenawan Soesatyo Mohamad (Kabupaten Batang, Midden-Java, Nederlands-Indië, 29 juli 1941) is een gerenommeerd Indonesisch schrijver. Hij is een van de oprichters van Tempo (Indonesisch tijdschrift). Hij is de jongere broer van Kartono Mohamad, een arts die voorzitter was van de  PB IDI. Zijn magazine werd tweemaal verboden omwille van zijn uithalen naar de regering. Als schrijver is hij voornamelijk dichter, columnist en essayist. Daarnaast is hij redacteur en journalist.

## Jeugd
Hij werd geboren te Kabupaten Batang, Midden-Java op 29 juli 1941. Zijn oudere broer was Kartono Mohamad, die later ook nog Medika, een medisch magazine leidde. Goenawan studeerde psychologie aan de Universiteit van Indonesië (1960-1964), alsook politieke wetenschappen in België aan het Europacollege (1966-67) en werd een Nieman Fellow aan de Harvard-universiteit, in de Verenigde Staten (1989- 1990). Hij schreef al op 17-jarige leeftijd en op 19-jarige leeftijd maakte hij zijn eerste vertaling van een gedicht van Emily Dickinson.
Goenawan is getrouwd met Widarti Djajadisastra en heeft twee kinderen.
In 1947 werd zijn vader geëxecuteerd door Nederlanders. In een interview met de vraag "Uw vader werd door de Nederlanders geëxecuteerd in 1947. Hoe heeft dat uw denken beïnvloed?" reageerde hij als volgt: "Het maakte mij toegewijder aan dit land dan veel van mijn generatiegenoten. Dit is niet het beste land op aarde, maar toch voel ik grote toewijding. Het land voelt haast als een deel van mijn lichaam. We hebben zoveel bloedvergieten en tragiek meegemaakt, het gevoel gaat daarom dieper. Als de omstandigheden erom vragen ben ik bereid te sterven voor dit land. Dat klinkt erg bombastisch en ik praat er nooit over want het is best gênant, maar zo voelt het wel. Er zijn veel mooie landen die ordelijker zijn en minder corrupt. Minder stom, ook. Maar voor die landen zou ik niet willen sterven, dit land is anders."
Hij vecht voornamelijk voor de persvrijheid in Indonesië.

## Censuur en strijd voor de persvrijheid
Soeharto had Time verboden, als reactie daarop besloot Mohamad de regering uit te dagen en haar voor de rechtbank te trekken om het bevel tot de stillegging ongedaan te maken. Tot zijn verbazing, en die van bijna iedereen in het land, won hij. Het verbod op Tempo werd ongedaan gemaakt. Meerdere journalisten werden in de gevangenis gegooid, minstens 1500. Dat leidde tot controverse.

## Tempo
Tempo werd opgericht door Goenawan Mohamad en Yusril Djalinus, met de eerste editie gepubliceerd op 6 maart 1971. Het magazine werd tweemaal verboden maar na Soeharto's aftreden werd Tempo in 1998 weer gedrukt. Met dit magazine, heeft hij enkele prijzen gewonnen. De redenen waarom dit magazine tweemaal werd verboden is omwille dat het de regering bekritiseerde.

Het logo van het Tempo tijdschrift.

## Dichtbundels
- Don Quixote (2011)
- 70 Puisi (Nederlands: 70 Gedichten) (2011)
- Intermezzo (1971)
- Asmaradana (Asmaradana) (1992)
- Misalkan Kita di Sarajevo (Stel dat we in Sarajevo zijn) (1998)
- Sajak-Sajak Lengkap 1961-2001 (complete gedichten 1961-2001) (2001).
- Goenawan Mohamad: Selected Poems (2004)

## Werken
Als schrijver behoort hij bij Generatie 66 (Indonesisch: Angkatan '66). Tevens was hij een van de ondertekenaars van het Manifesto of Culture (Manifes Kebudayaan) in 1964.

### Journalistiek
- Catatan pinggir (1982)
- Sidelines (1994)
- In Other Words: Forty Years of Essays, redacteur Jenifer Lindsay (2016)
- On God and Other Unfinished Things (2017)
- Conversations with Difference: Essays from Tempo Magazine (2001)
- Modern Drama of Indonesia (1991)
- Tigris: kumpulan sajak (2019)
- Don Quixote: kumpulan sajak (2011)
- Asmaradana: pilihan sajak, 1961-1991 (1992)

### Essays
- Faith in Writing: Forty Years of Essays (2015)

## Winternachten
Mohamad was een van de eerst deelnemers aan de eerste editie van het Winternachten festival, dat doorgaat te Den Haag. Jaarlijks gaat hij nog steeds naar het festival.

## Prijzen
- Winnaar van de Internationale Persvrijheidsprijs 1998.
- Winnaar van de International Editor of the Year Award 1999.
- Winnaar van de Dan David prijs, 2006.
- Winnaar van de Professor Teeuw Award van de Universiteit Leiden in 2002[4]
- Sastra Magazine-prijs (1962)
- Horison Magazine Award (1969)
- Overheidsprijs voor de kunsten (1973)
- Literatuurprijs Zuidoost-Azië (1981)
- Eerste laureaat van de Professor Teeuw Award (1992)
- Equator Literature Award (2001)
- Le Prix de l'Ancien du Collège d'Europe (2007)[5]

## Titels
- Orde van de president van Indonesië Bintang Budaya Parama Dharma (2015) (De "Cultural Merit Star" BBPD)[6]

## Voetnoten
1. 1 2  (en) Goenawan Mohamad. Writers Unlimited. Gearchiveerd op 23 april 2021. Geraadpleegd op 9 maart 2021.
2. ↑  Wouter van Cleef, 'Er zijn ordelijkere landen, minder corrupt. Maar voor Indonesië zou ik sterven'. Trouw (17 augustus 2015). Geraadpleegd op 9 maart 2021.
3. ↑  (en) Gargan, Edward A.  (18 april 1996). The Perils of the Press in Indonesia Include Jail. Gearchiveerd op 12 juni 2023. The New York times  18 april 1996
4. ↑  Goenawan Mohamad. Framer Framed. Gearchiveerd op 9 mei 2021. Geraadpleegd op 9 maart 2021.
5. ↑  (fr) Le Prix de l’Ancien du Collège d’Europe 2007 a été remis à Mohamad Goenawan. | College of Europe. www.coleurope.eu. Gearchiveerd op 15 juli 2023. Geraadpleegd op 9 maart 2021.
6. ↑  (id) Hutasoit, Moksa, Jokowi Beri Tanda Kehormatan ke 46 Orang, dari Paloh Sampai Goenawan Mohamad (13 augustus 2015). Gearchiveerd op 12 juli 2018. Geraadpleegd op 9 maart 2021.

- Bibliothèque nationale de France: cb14607532f (data)
- Digitale Bibliotheek voor de Nederlandse Letteren: moha001
- Gemeinsame Normdatei: 113224117
- International Standard Name Identifier: 0000 0001 2282 3006
- Library of Congress Control Number: n81067682
- MusicBrainz: d435a6a1-bdf2-47e1-9264-7f31ea4d0053
- Bibliotheek van het Japanse parlement: 00450272
- Nationale bibliotheek van Australië: 35788455
- Nederlandse Thesaurus van Auteursnamen: 068691114
- SNAC: w6mp9pdc
- Système universitaire de documentation: 059779071
- Virtual International Authority File: 79361929
- WorldCat: E39PBJgCHY989H63yDwmv3GT73